# 平桥镇 (重庆市)
平桥镇，是中华人民共和国重庆市武隆区下辖的一个乡镇级行政单位。

## 行政区划
平桥镇下辖以下地区：
平桥社区、乌杨树村、平胜村、茅坪村、高屋村、红隆村、中村、南坪村和龙园村。